# جوننیو
جوننیو (به ژاپنی: 准如 じゅんにょ)، (۱۶۳۱–۱۵۷۷) دوازدهمین رهبر نیشی هونگان-جی و یک راهب جودو شینشو (شین بودیسم) در ژاپن، در دوره آزوچی-مومویاما و اوایل دوره ادو بود. او پسر سوم راهب بودایی کوسا بود. برادر بزرگتر او کیونیو نیز رهبر فرقهٔ هیگاشی هونگان-جی بود.